# Toše-Proeski-Arena
Die Toše-Proeski-Arena (mazedonisch Арена Тоше Проески, Arena Toše Proeski) ist das Nationalstadion Nordmazedoniens in der Hauptstadt Skopje. Das Fußballstadion mit Leichtathletikanlage wurde zwischen 2008 und 2013 umfangreich renoviert und bietet 36.400 Plätze.

## Geschichte
Das 1947 eröffnete Stadion trug bis zum Februar 2009 den Namen Градски стадион Скопје, Gradski stadion Skopje (deutsch „Städtisches Stadion Skopje / Stadtstadion Skopje“). Von 2009 bis 2019 hieß sie Philip-II-Arena, benannt nach Philipp II., König von Makedonien (359 bis 336 v. Chr.) und Vater Alexanders des Großen. Der heutige Name geht auf Toše Proeski, einen mazedonischen Sänger und Songwriter zurück. Neben den Fußballvereinen Vardar Skopje und Rabotnički Skopje trägt die nordmazedonische Fußballnationalmannschaft ihre Heimspiele in der Toše-Proeski-Arena aus. Das Stadion wird auch als Veranstaltungsort für Konzerte genutzt.

### Umbau und Erweiterung
Ab 2008 wurde die Sportstätte renoviert und erweitert. Am 2. August 2009 wurde die neue Nordtribüne zur Nutzung freigegeben und mit dem Länderspiel Mazedonien gegen Spanien (2:3) am 12. August eingeweiht. Zu diesem Zeitpunkt fasste die Anlage 25.000 Zuschauer. Zu den zusätzlich rund 10.000 Sitzplätzen bietet der neue Besucherrang 434 V.I.P.-Plätze und 248 Arbeitsplätze für die Journalisten. Die Kunststoffsitze der Tribüne sind in den Farben der Nationalflagge in Rot und Gelb gehalten. Am 24. April 2011 wurde das renovierte Stadion eingeweiht. Das erste Spiel in der fertiggestellten Arena war das Qualifikationsspiel zur Fußball-Europameisterschaft 2012 am 4. Juni 2011 gegen Irland. Zwischen 2011 und 2013 wurden weitere Arbeiten wie das Verlegen eines neuen Spielfeldes und der Austausch der Leichtathletikanlage durchgeführt.
Am 30. Juni 2015 wurde von der UEFA bekanntgegeben, dass das Spiel um den UEFA Super Cup 2017 im Fußballstadion von Skopje stattfindet. Am 8. August 2017 gewann der Sieger der UEFA Champions League Real Madrid gegen den Gewinner der UEFA Europa League Manchester United mit 2:1.

## Galerie

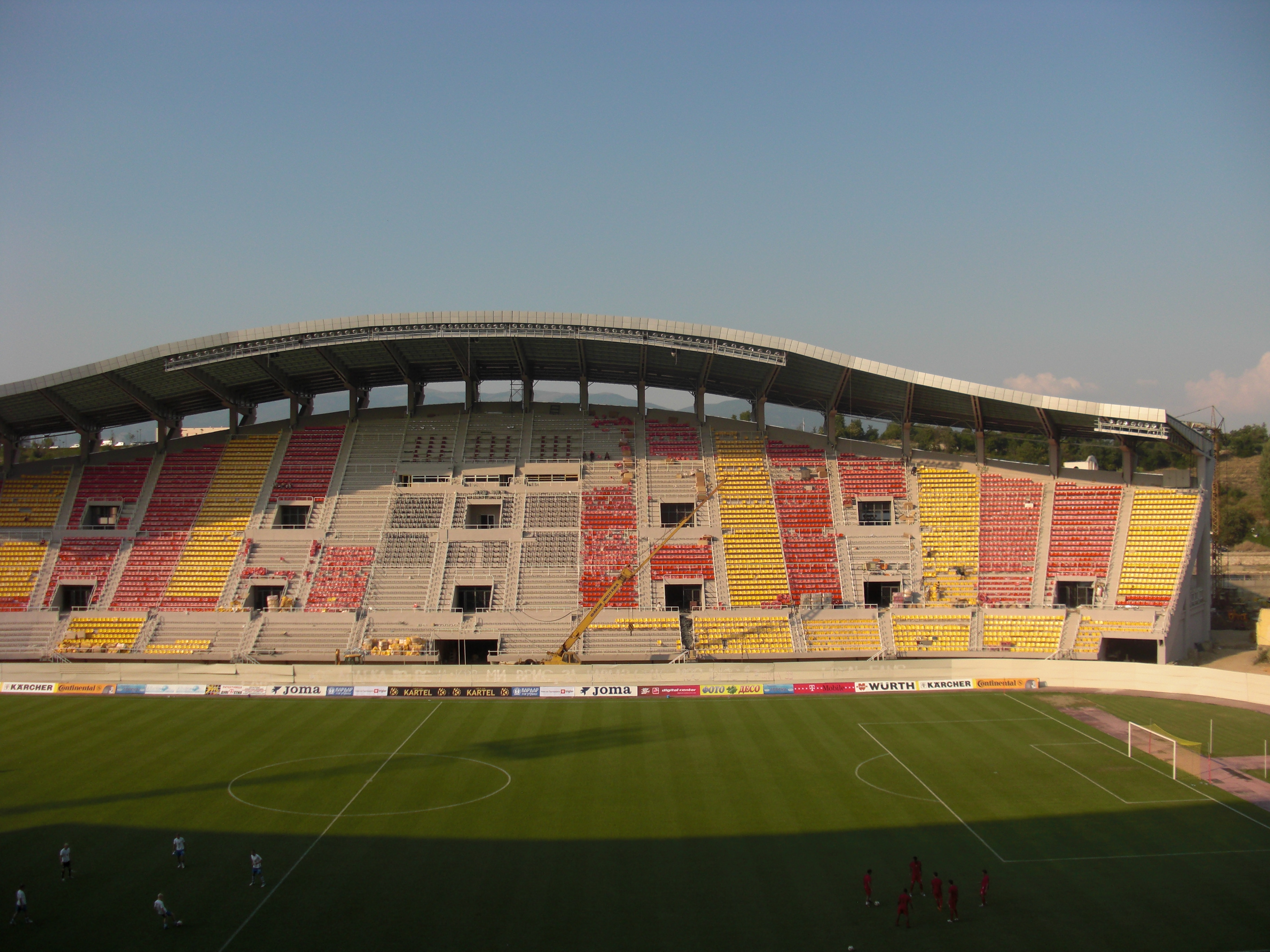
Die Nordtribüne kurz vor ihrer Fertigstellung (Juli 2009)
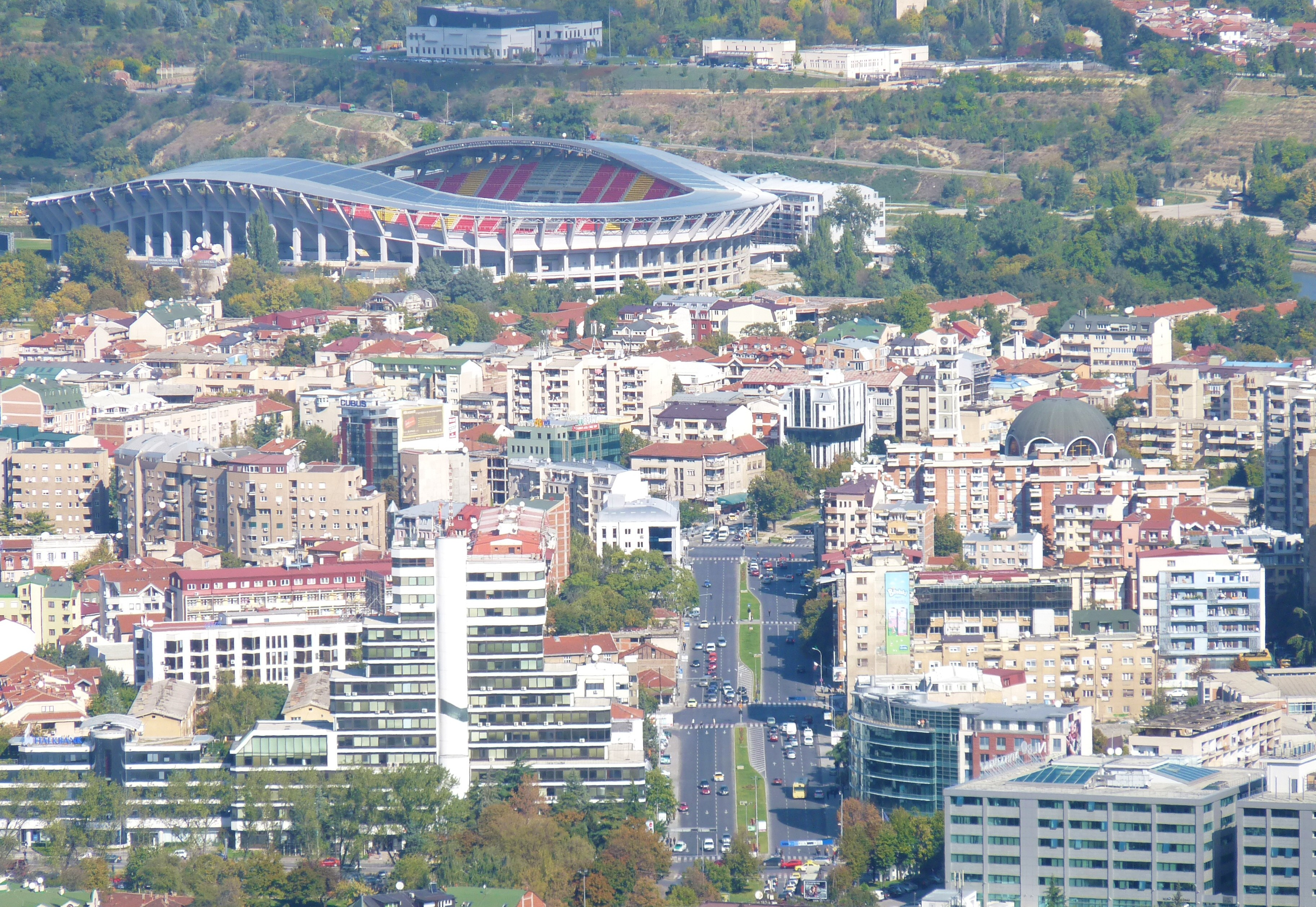
Blick auf die Hauptstadt mit dem Stadion (Oktober 2011)
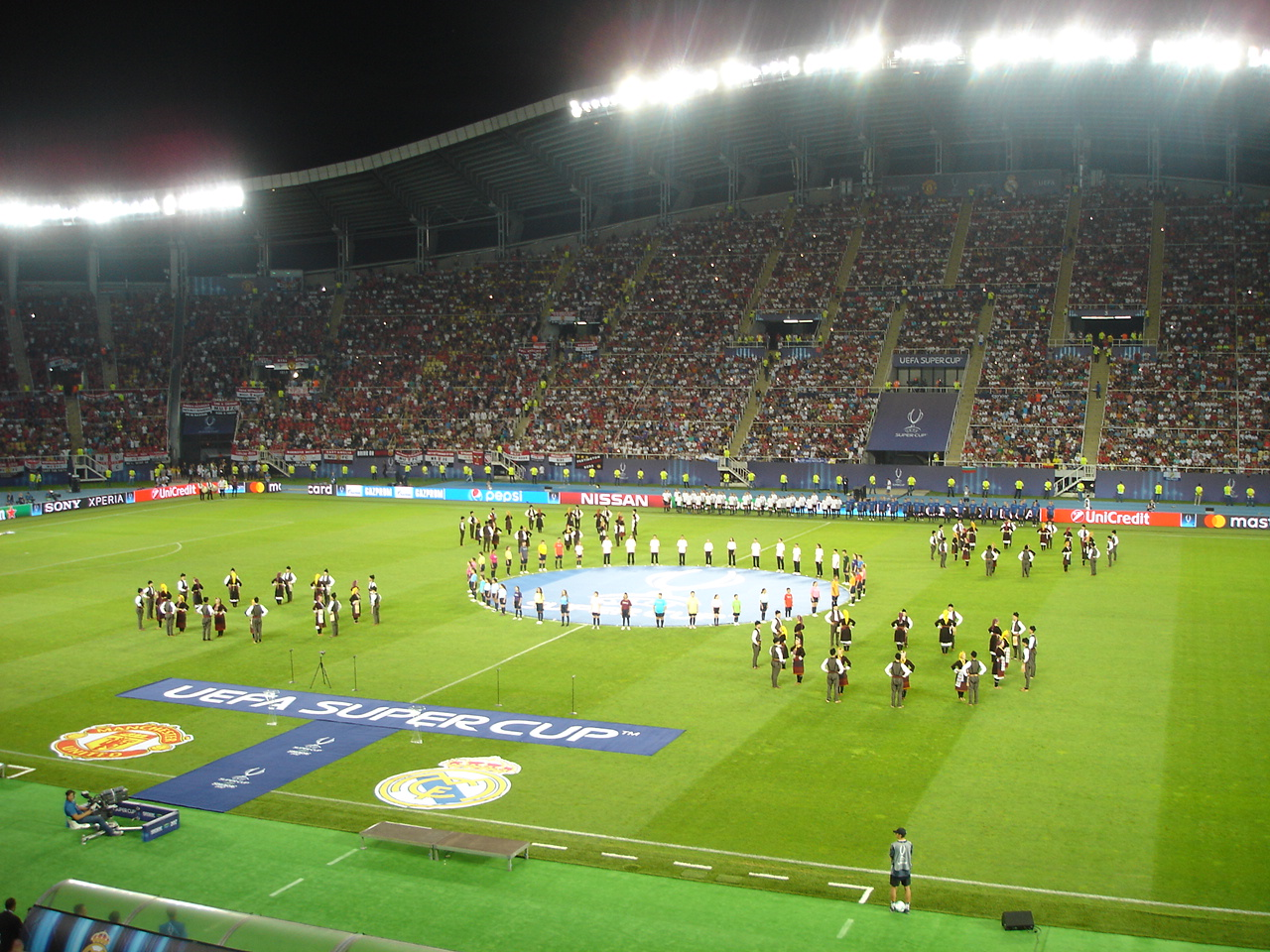
UEFA Super Cup 2017